# Mellembølgebåndet
 Ikke at forveksle med Mellembølger.
 Ikke at forveksle med Mellemfrekvens.
Mellembølgebåndet er et frekvensbånd, som man på verdensplan i tre forskellige regioner er blevet enige om at kunne sende i – og som en radiomodtager til mellembølgebåndet kan modtage:
- ITU region 1, 3: fra 526,5 kHz til 1606,5 kHz (AM-bærebølge 531 og 1602 kHz, 9kHz kanalbåndbredde)
- ITU region 2: fra 525 kHz til 1705 kHz (AM-bærebølge 520 og 1700 kHz, 10kHz kanalbåndbredde)

Den legendariske Radio Luxembourg sendte på mellembølgebåndet på 1440 kHz.

## Mellembølge i Danmark
Der findes to radiostationer i Danmark, der sender på mellembølge: Det er Radio208, der sender på frekvensen 1440 kHz siden slutningen af 2019, og World Music Radio (WMR) der begyndte at sende på 927 kHz i begyndelsen af 2021. Begge stationer sender i det storkøbenhavnske område, men kan også høres på dele af Midt- og Sydsjælland.
Tidligere sendte DR over Kalundborg Radiofonistation indtil den 27. juni 2011 på mellembølge på frekvensen 1062 kHz.